# Floating Point Systems
Floating Point Systems Inc. (сокр. FPS) — американская компания, производитель мини-суперкомпьютеров, располагавшаяся в Бивертоне (штат Орегон). Компания была основана в 1970 году Нормом Виннингштадом (англ.), бывшим инженером компании Tektronix.
Первоначальной целью компании была поставка сопроцессоров для вычислений с плавающей запятой для мини-компьютеров. В 1976 году был выпущен векторный процессор AP-120B (англ.). В 1981 году последовал выпуск FPS-164, а за ним и его старшего собрата FPS-264, имевшего ту же архитектуру. Он были в 5 раз быстрее за счёт использования эмиттерно-связанной логики вместо транзисторно-транзисторной логики.
Эти процессоры широко использовались в прикладных научных исследованиях в сейсморазведке методом отражённых волн, физической химии, криптологических исследованиях АНБ и прочих дисциплинах, требующих большого количества вычислений. Векторные сопроцессоры обычно использовались в условиях, когда в больших суперкомпьютерах не было необходимости или они были не по средствам. В 1986 году был представлен гиперкуб T-Series, использовавший транспьютеры INMOS (англ.) и векторные процессоры Weitek (англ.). Параллельная обработка данных ещё была на ранней стадии развития и программные инструменты и библиотеки для T-Series не сделали её проще для заказчиков для полноценного использования потенциала параллельной архитектуры. Операции ввода-вывода также были затруднены и T-Series была снята с производства. Эта ошибка, стоившая десятки миллионов долларов, стала почти фатальной для FPS Inc.
В 1988 году FPS приобрела активы компании Celerity Computing из Сан-Диего (Калифорния, США) и изменила название на FPS Computing.
FPS Computing продолжила разработку бывших продуктов Celerity, например, мини-суперкомпьютер Celerity 6000 был развит в серию FPS Model 500. Она же позднее легла в основу серий S-MP и APP от Cray Research, после того, как FPS была куплена этой более крупной компанией в 1991 году. S-MP был многопроцессорным сервером на основе процессоров архитектуры SPARC, а APP массивом матричных сопроцессоров на основе Intel i860.
После того, как Cray Research купила FPS, она изменила направление деятельности группы, преобразовав её в Cray Research Superservers, Inc., позднее ставшей Cray Business Systems Division. Несмотря на это архитектура S-MP больше не разрабатывалась, а была заменена на Cray Superserver 6400 (CS6400), косвенно происходившую от совместных разработок Sun Microsystems и Xerox PARC.
После того как Silicon Graphics купила Cray Research в 1996 году, это бизнес-подразделение вместе с продуктовой линейкой CS6400 было продано компании Sun Microsystems. Это было большой стратегической ошибкой SGI, так как в то время в Cray Research разрабатывали систему Starfire, которая была выпущена Sun как серия многопроцессорных серверов под названием Ultra Enterprise 10000 и стала коммерчески очень успешной. Эти системы позволили Sun Microsystems стать одним из крупнейших производителей на рынке больших серверов, чего Silicon Graphics так никогда и не смогла достичь.